# Justin Gabriel
Philip Paul Lloyd, meglio conosciuto con i ring name Justin Gabriel e PJ Black (Città del Capo, 3 marzo 1981), è un wrestler sudafricano, noto per i suoi trascorsi nella WWE tra il 2010 e il 2015, dove ha vinto tre volte il WWE Tag Team Championship con Heath Slater ed è stato uno dei membri del Nexus/Corre.

## Carriera

### Florida Championship Wrestling (2008–2010)
La sua carriera in WWE inizia nella federazione satellite, Florida Championship Wrestling. Debutta il 17 gennaio 2009, come PJ Black, perdendo contro Kaval. Il 29 gennaio, ottiene la sua prima vittoria in coppia con Kafu, contro Lupe Santiago e Yoshi Tatsu. Il primo successo da singolo, arriva il 13 febbraio, quando batte Dylan Klein. Il 26 febbraio, si presenta come Justin Angel e perde contro il suo futuro compagno di Tag Team in WWE, ovvero Heath Slater. Tenta l'assalto ai titoli di coppia FCW insieme a Kris Logan, ma i due perdono contro i Dudebusters. In questo periodo, fa coppia fissa con Logan e i due riescono anche a vincere i titoli il 23 luglio, salvo perderli poche ore dopo contro Husky Harris e Bo Rotundo. Il 10 settembre, tenta un primo assalto al titolo FCW, ma vince solo per squalifica contro il campione Slater. Il 24 settembre, Angel batte Slater in un 2 out of 3 falls match, conquistando il titolo FCW. Difenderà il titolo contro diversi avversari. Nel frattempo, viene anche chiamato per partecipare ad NXT e cambia ring name di Justin Gabriel. Il 18 marzo, perde il titolo in un Triple Treath Match che vedeva coinvolti Alex Riley e Wade Barrett.

### World Wrestling Entertainment (2010–2015)

#### Nexus e Corre (2010–2011)
Justin Gabriel prende parte alla prima stagione del nuovo programma WWE NXT dove ha come mentore Matt Hardy. Si posiziona 3º nella classifica finale di NXT, vinta da Wade Barrett e davanti a David Otunga.
Nella puntata di Raw del 7 luglio, Justin insieme a tutti i rookie della prima stagione di NXT, attacca il WWE Champion John Cena, CM Punk e Luke Gallows, effettuando un Heel Turn. Nella puntata di Raw del 21 giugno 2010 riceve, insieme agli altri rookie di NXT, un contratto nel roster di Raw e il team prende il nome di Nexus. A SummerSlam il Team WWE sconfigge il Nexus.
Nella puntata di Raw del 25 ottobre diventa insieme a Heath Slater Tag Team Champion, sconfiggendo per ordine di Wade Barrett i compagni del Nexus David Otunga e John Cena. A Survivor Series Justin Gabriel e Heath Slater sconfiggono Vladimir Kozlov e Santino Marella conservando i WWE Tag Team Championship, che perdono però a Raw, nella puntata del 6 dicembre 2010 di nuovo contro Santino Marella e Vladimir Kozlov. Nella puntata di Raw del 10 gennaio, Justin Gabriel viene escluso dal Nexus per non aver superato la prova ideata da CM Punk. La prova consisteva nel colpire il suo grande amico Heath Slater con un bastone da Kendo.
Dopo essere stato messo fuori dal New Nexus, Gabriel, passa a SmackDown riunendosi con Wade Barrett e Heath Slater. Fa il suo debutto nel roster blu attaccando, insieme a Heath Slater ed Ezekiel Jackson, Big Show durante il suo match contro Wade Barrett. Nella puntata di SmackDown! del 20 gennaio, il gruppo si presenta con il nome di "The Corre" e Justin Gabriel sconfigge il World Heavyweight Champion Edge grazie anche all'interferenza di Ezekiel Jackson.
A Elimination Chamber Justin Gabriel & Heath Slater sconfiggono Santino Marella e Vladimir Kozlov conquistando per la seconda volta i WWE Tag Team Championship. La notte del 21 febbraio 2011, Gabriel e Heath Slater perdono i titoli contro John Cena e The Miz, per poi riconquistarli dopo pochissimi minuti nella stessa sera, diventando per la terza volta WWE Tag Team Championship.
A WrestleMania XXVII Kofi Kingston sostituisce l'infortunato Vladimir Kozlov e il Corre viene sconfitto quando Big Show schiena Heath Slater.
Dopo lo scioglimento del Corre, Justin Gabriel ed Heath Slater rimangono un tag team. I due debuttano con una loro theme song il 17 giugno a Smackdown, perdendo contro Jimmy e Jey Uso.
Nel PPV Money in the Bank non riesce a vincere l'omonimo match di SmackDown, vinto da Daniel Bryan. Si separa poi da Slater e il 15 luglio, Gabriel sconfigge Slater e i due si dividono.

#### Opportunità titolate (2011–2012)
Il 26 settembre, a Raw, ottiene una title shot per l'Intercontinental Championship in una 10-Men Battle Royal che viene vinta da Cody Rhodes, il quale conserva il titolo.
In seguito avrà una faida con il suo ex-compagno Slater e si allea con Hornswoggle. Alla fine il duo riuscirà a vincere il feud. Successivamente avrà una feud con Cody Rhodes per il titolo intercontinentale dove ne uscirà sconfitto.
Alla Royal Rumble 2012, partecipa alla rissa reale entrando col numero 5 e venendo eliminato dopo 6 minuti e 11 secondi da Mick Foley e Ricardo Rodriguez.
Il 16 febbraio, nel main event di SmackDown, non riesce a vincere la battle royal valevole per il posto lasciato vacante da Randy Orton nell'Elimination Chamber di SmackDown per il World Title, poiché viene eliminato fra gli ultimi da Ezekiel Jackson. Tuttavia, Gabriel andrà comunque al pay-per-view Elimination Chamber affrontando Jack Swagger in un match valido per lo United States Championship, perdendo il match in breve tempo.

#### Alleanza con Tyson Kidd (2012–2013)
A WrestleMania XXVIII sostiene un Triple Threat match in coppia con Tyson Kidd contro Primo ed Epico e gli Usos valido per i WWE Tag Team Championship, nel quale Primo ed Epico mantengono le cinture e Justin Gabriel rimane infortunato per una manovra sbagliata. A No Way Out, Gabriel & Kidd non riescono a diventare primi sfidanti ai titoli di coppia, poiché perdono il Fatal 4-Way Tag Team Match in favore dei Prime Time Players.
Successivamente viene reso noto sul sito della WWE che il team con Tyson Kidd si chiamerà International Airstrike. Nel primo round per decretare i primi sfidanti alle corone di coppia, i due perdono a Main Event contro Santino Marella e Zack Ryder. Nella puntata di Smackdown! del 31 luglio, gli International Airstrike vengono sconfitti dai Prime Time Players. A Hell in a Cell affronta Antonio Cesaro in un match valevole per il titolo degli Stati Uniti, in seguito alla sua vittoria contro lo svizzero a Raw, ma viene sconfitto.
Alle Survivor Series, fa parte del Team Clay insieme a Brodus Clay, Tyson Kidd, Sin Cara e Rey Mysterio, che sconfigge il Team Tensai formato da Tensai, Primo, Epico, Titus O'Neil e Darren Young. Dopo essere stati eliminati insieme a Tyson Kidd dal torneo per decretare i primi NXT Tag Team Champions al primo turno da Leo Kruger e Kassius Ohno, il 26 dicembre, partecipa alla Battle Royal di Main Event per decretare il primo sfidante allo United States Championship, ma viene eliminato.

#### Competizione singola (2013–2014)
Dopo l'infortunio di Kidd, Gabriel torna a lottare in singolo, spesso a Saturday Morning Slam o a Main Event, alternando vittorie, contro Titus O'Neil, e sconfitte, contro Wade Barrett e Mark Henry. A Raw, insieme a The Great Khali e Zack Ryder, il 26 marzo, lotta contro i membri dello Shield, perdendo il match. A Main Event, vince una Battle Royal eliminando per ultimo Primo, diventando il primo sfidante di Barrett per l'Intercontinental Championship, ma perde l'incontro contro il britannico con il titolo in palio. Nella puntata di Main Event del 17 luglio ha un match contro Heath Slater terminato in un no contest per l'intervento della Wyatt Family.
Nella puntata di Raw del 16 settembre interviene in difesa di Daniel Bryan insieme a Zack Ryder, Dolph Ziggler, Kofi Kingston, Darren Young, Titus O'Neil, i fratelli Jimmy e Jey Uso, Rob Van Dam e R-Truth contro lo Shield e Randy Orton, festeggiando sul ring insieme all'American Dragon dopo aver scacciato i quattro. Nella seguente puntata di SmackDown, lui e Ryder vengono puniti dal COO Triple H, il quale li costringe ad affrontare i membri della Wyatt Family Luke Harper ed Erick Rowan. I due face perdono, e a fine match Bray Wyatt colpisce Ryder con la Sister Abigail.

#### Varie faide (2014–2015)
Inizia il 2014, Combattendo a Main event, Perdendo contro, Alberto Del Rio.
A WrestleMania XXX prende parte alla Battle Royal in onore della memoria di André The Giant non riuscendo a vincerla. Dopo di che inizia a Combattere ad NXT. Nella puntata del 10 aprile di NXT, perde contro, Bo Dallas. Ritorna nella puntata del 5 giugno di NXT, dove affronta il campione NXT, Adrian Neville, perdendo. Il 3 luglio Affronta Sami Zayn e perde e dopo il match effettua un Turn Heel, attaccandolo insieme a Tyson Kidd, e nella puntata del 10 luglio, si allea nuovamente con Tyson Kidd, per sconfiggere Sami Zayn e Adrian Neville. Nella puntata di Superstars del 31 luglio viene sconfitto da Alberto Del Rio. Il 12 settembre a SmackDown, dopo un match molto combattuto, perde contro Bo Dallas. Dopo qualche altro match ad NXT, insieme a Kidd i due si separano nuovamente, e Gabriel inizia un nuovo Feud a Superstars contro Sin Cara. Nel primo match viene sconfitto, Mentre nel secondo match riesce a battere Sin Cara. Il Feud si conclude però con la Vittoria del Lottatore messicano. Nella puntata del 14 ottobre di Main Event Torna Face e Affronta Cesaro, perdendo. Nella puntata del 30 ottobre di NXT, perde contro, Bull Dempsey. Il 4 novembre a Main event, Affronta Curtis Axel, perdendo il match. La settimana successiva sempre a Main Event, affronta Dean Ambrose, perdendo ancora. A Survivor Series ha un match contro Fandango, ma viene sconfitto. Il giorno dopo, a Raw, perde anche il Rematch. Nella puntata del 25 dicembre di Superstars, perde ancora contro Titus O'Neil. Chiude il 2014 con un'altra sconfitta contro O'Neil a Main Event. Nella puntata di Main Event del 13 gennaio 2015, viene sconfitto dal Campione degli Stati Uniti Rusev. La Settimana dopo a Superstars, perde ancora insieme ai Los Matadores, contro Goldust, Stardust e Fandango. Il 25 gennaio, lascia la WWE per sua decisione non contento di come veniva utilizzato.

### Total Nonstop Action (2015–2016)
Il 12 agosto, PJ Black sconfigge Lashley, Chris Mordetzky, Eric Young e Bobby Rode conquistando il vacante TNA King of the Mountain Championship. Il 19 agosto a Impact Wrestling, viene sconfitto da Ethan Carter III non riuscendo a vincere il TNA World Heavyweight Championship. Il 2 settembre, perde il TNA King of the Mountain Championship contro Bobby Roode.

### Lucha Underground (2016–2018)
Il 3 febbraio 2016 Paul debutta nella Lucha Underground con il nome di PJ Black, perdendo contro The Mack.

## Personaggio

### Mosse finali
- Fly of the Angel (450º Splash)

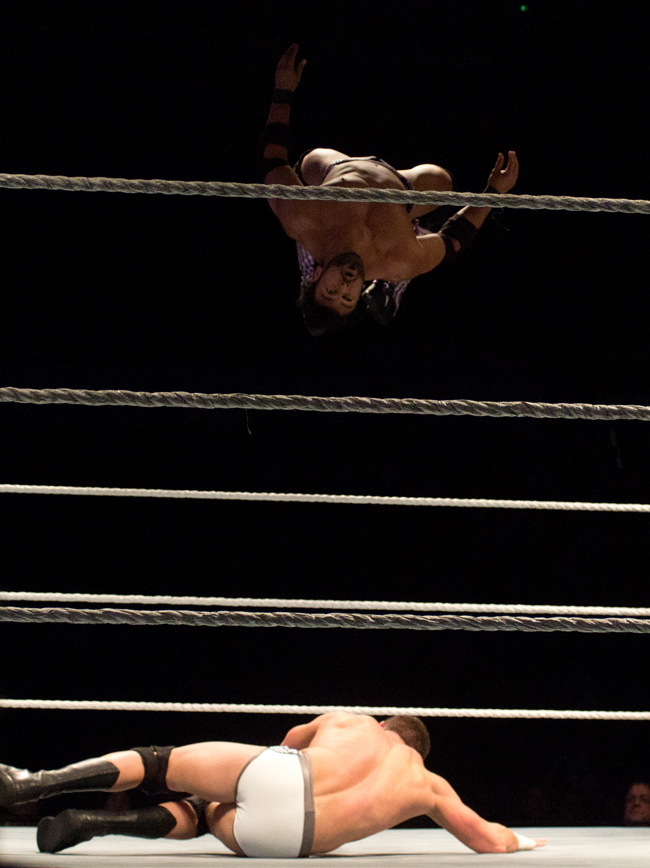
Justin Gabriel mentre esegue un Moonsault su Cody Rhodes

- Fly Again (Superkick into step-up enzeguri)

### Musiche d'ingresso
- We Are One dei 12 Stones (7 giugno 2010–14 gennaio 2011; usata come membro del Nexus)
- End of Days di Matt McCloskey (14 gennaio 2011– 24 giugno 2011; usata come membro del Corre)
- Black or White dei Bleeding In Stereo (24 giugno 2011–15 luglio 2011; usata in coppia con Heath Slater)
- All About The Power di Jim Johnston (15 luglio 2011–29 luglio 2011)
- The Rising di Jan Cyrka (29 luglio 2011–15 luglio 2013)
- Fear Nothing di Jim Johnston (17 luglio 2013–25 gennaio 2015)

## Titoli e riconoscimenti
- Cornish Pro Wrestling
  - LEP Heavyweight Championship (1)
- Destiny World Wrestling
  - DWW Championship (1)
- German Wrestling Federation
  - GWF Berlin Championship (1)
- Global Force Wrestling
  - GFW NEX*GEN Championship (1)

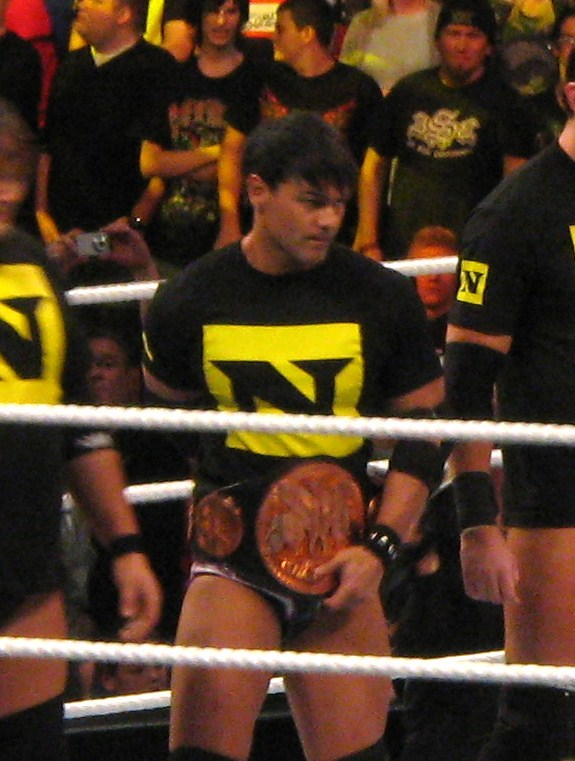
Justin Gabriel con il WWE Tag Team Championship, titolo che ha vinto tre volte con Heath Slater

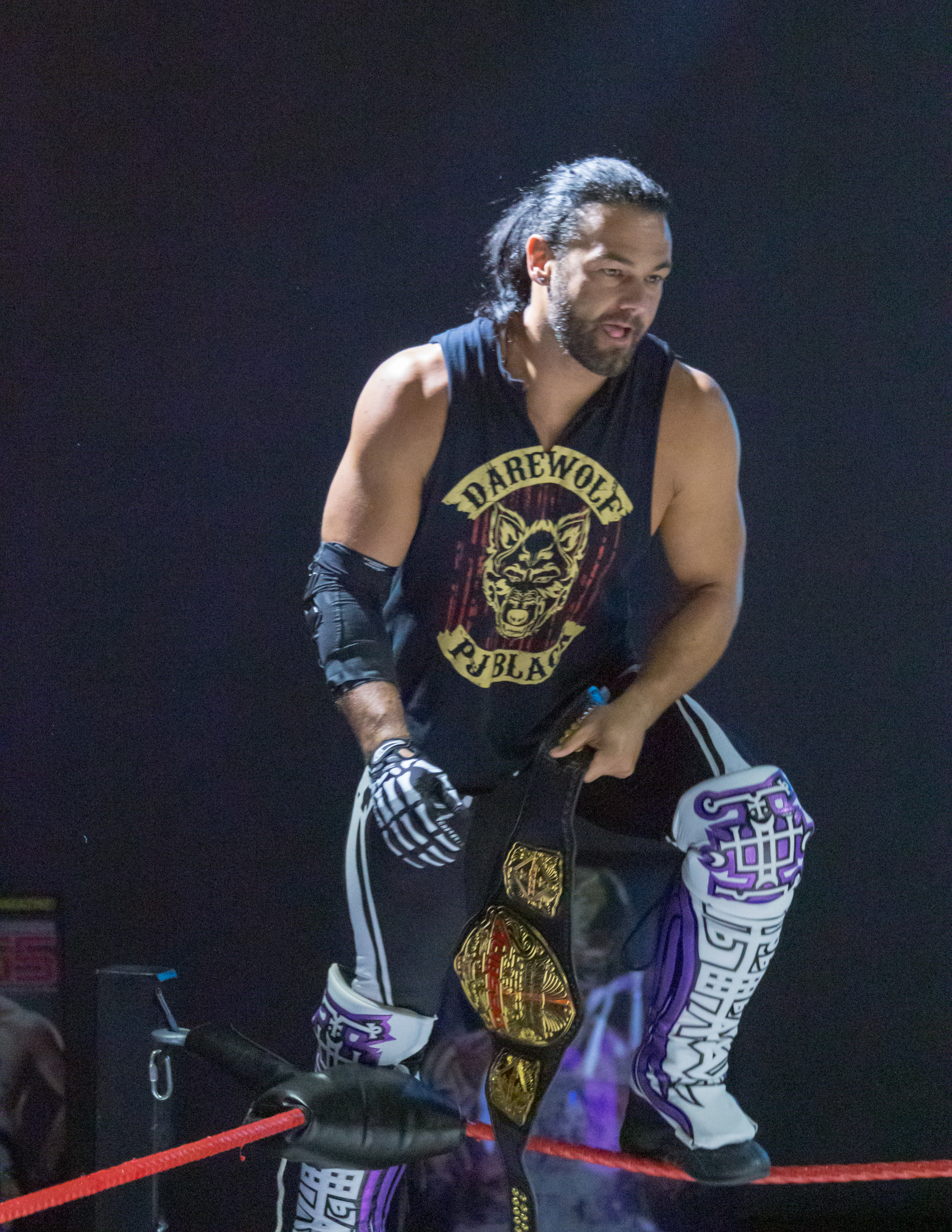
PJ Black con il DWW Championship, titolo che ha vinto una volta

  - GFW NEX*GEN Championship Tournament (2015)
- Lucha Underground
  - Lucha Underground Trios Championship (1) – con Jack Evans e Johnny Mundo
- Florida Championship Wrestling
  - FCW Florida Heavyweight Championship (1)
  - FCW Florida Tag Team Championship (1) – con Kris Logan
- Pro Wrestling Illustrated
  - Feud of the Year (2010) Nexus vs. WWE
  - Most Hated Wrestler of The Year (2010) come membro del Nexus
  - 61º tra i 500 migliori wrestler singoli nella PWI 500 (2011)
- Rogue Wrestling
  - WWEDM Championship (1, attuale)
  - WWEDM Title Tournament (2018)
- Slamforce Africa
  - SFA World Championship (1, attuale)
- Southside Wrestling Entertainment
  - SWE Tag Team Championship (1) – con Nixon Newell
- Total Nonstop Action Wrestling
  - TNA King of the Mountain Championship (1)
  - King of the Mountain (2015)
- WWE
  - WWE Tag Team Championship (3) – con Heath Slater
  - Slammy Award (2)
    - Shocker of the Year (2010) Il debutto del Nexus
    - Animal of the Year (2014) come The Bunny
- World Wrestling Professionals
  - WWP World Cruiserweight Championship (1)